# Radu Surdulescu
Radu Surdulescu (n. 15 octombrie 1938, București) este un profesor universitar, anglist, traducător și fost deținut politic. 

## Biografie
După absolvirea liceului, s-a înscris la Facultatea de Științe Juridice din București. În perioada când era student în anul II a participat la mișcările revendicative din 1956 ale studenților din București. A fost printre organizatorii manifestației care urma să aibă loc în Piața Universității în ziua de 5 noiembrie 1956. Arestat la 6 noiembrie 1956 (avea 18 ani și 3 săptămâni), a fost judecat în lotul "Mitroi", iar prin sentința nr. 534 din 19 aprilie 1957 a Tribunalului Militar București și condamnat la 3 ani închisoare corecțională. 
A fost eliberat, după executarea sentinței, la 5 noiembrie 1959. Prin decizia Ministerului Afacerilor Interne nr. 15693/1959 i s-a fixat domiciliu obligatoriu în satul Lătești, azi Bordușani, județul Ialomița, unde a fost reținut până în 1962.
(Vezi Aduceri aminte și realitate - Raport SRI din 1991, Arhiva CNSAS - România Liberă - Ediție specială, 2007.)

A reușit mai târziu să urmeze o altă facultate, cu profil filologic, la Universitatea din București (1965-1970) și a lucrat ca profesor de engleză la Liceul C. A Rosetti și alte licee din București. Din 1990 este cadru didactic la Catedra de engleză, Facultatea de Limbi și Literaturi Străine - Universitatea din București, în prezent având gradul de profesor doctor. Predă cursuri de teorie literară, antropologie culturală și literatură americană, conduce teze de doctorat în aceste domenii.

## Publicații (selecție)

### Volume de autor
- The Raping of Identity: Studies on Physical and Symbolic Violence (Iași: Ed. Institutul European, 2006);
- Form, Structure and Structurality in Critical Theory (Ed. Universității din București, 2000);
- Critica mitic-arhetipală: De la motivul antropologic la sentimentului numinosului (București: ALLFA, 1997);
- Sam Shepard: The Mythomorphic Vision (Ed. Universității din București, 1996).
- O formă de tinerețe. 1956-1962, anii contrarevoluționari (Ed. Vremea, 2015).

### Traduceri în volum
- Murray Krieger, Teoria criticii - Tradiție și sistem (București: Ed. Univers, 1982).
- Henry James, Washington Square (București: Ed. Minerva, 2007).
- Don DeLillo. Arta corpului (Iași: Editura Polirom, 2017).